# Fritz Randow (Theaterleiter)

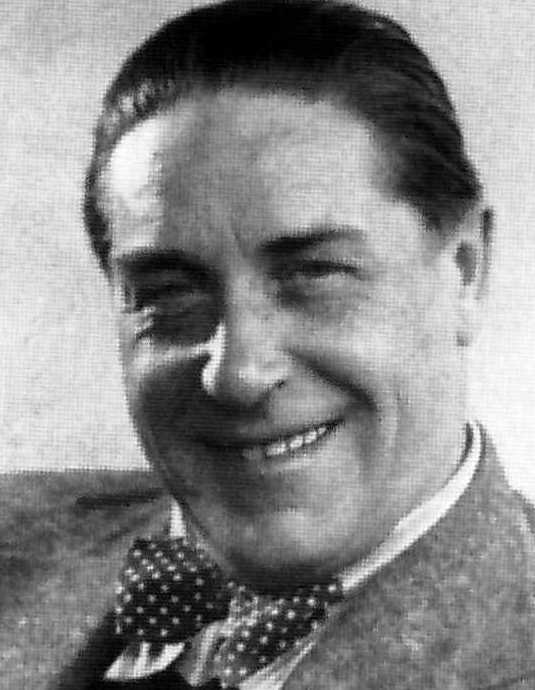
Fritz Randow (um 1940)

Emil Fritz Randow (* 22. Januar 1891 in Berlin; † 28. Februar 1953 in Dresden) war ein deutscher Theaterdirektor, Schauspieler und Regisseur. Er ist der Begründer der heutigen Staatsoperette Dresden.

## Leben

### Vorgeschichte
Der in Berlin geborene Fritz Randow wurde, nach mehreren Zwischenstufen, selbständiger Theaterunternehmer und leitete ab 1930 das Küchlin-Theater in Basel. Von 1937 bis 1939 war er Co-Direktor des Central-Theaters in Dresden und inszenierte dort mit seiner privaten Gastspieldirektion „grandiose Revuen“ (zitiert nach Andreas Schwarze). In den Revuen trat auch seine zweite Ehefrau auf: die Schauspielerin Senta Liberty (eigentlich Senta Leipold; 1907–1974), die er nach der Scheidung von seiner jüdischen ersten Ehefrau im Jahr 1939 heiratete. Dieses private Tournee-Ensemble konnte er bis Herbst 1944 mit Gewinn weiterführen und verfügte zu dem Zeitpunkt über ein sechsstelliges Kapital.
Bei den Luftangriffen auf Dresden im Februar 1945 wurden seine Dresdner Wohnung in der Waisenhausstraße 8 und seine Wirkungsstätte, das Central-Theater, zerstört. Er und seine Frau überlebten, Fritz Randow wurde jedoch zum Volkssturm eingezogen.

### Wirken in Dresden nach 1945
Die Kapitulation erlebte Fritz Randow in Bad Schandau. Auf dem Weg zurück nach Dresden im Mai 1945 entschloss er sich kurzfristig, zwei Gasthöfe zu pachten, um ein eigenes Operettenensemble aufzubauen, und zwar die „Goldene Krone“ in Kleinzschachwitz und den „Feenpalast“ in Leuben. Ersterer konnte sofort bespielt werden, letzterer befand sich in einem zunächst nicht bespielbaren Zustand, da hier ab 1944 die Stadt Dresden eine Polizeikaserne untergebracht hatte. Gleichwohl erhielt er für letzteren von der Stadt Dresden am 1. Juli 1945 einen Pachtvertrag für zehn Jahre, am 16. August 1945 die Baugenehmigung für den Umbau nach dem Entwurf der Architekten Bruno Just und Johannes Rascher für ein Theater mit 900 Plätzen, und begann ab dem 1. Oktober 1945 mit den Arbeiten.
Parallel begann er am 20. Juli 1945 mit der Bespielung der „Goldenen Krone“, die allerdings bereits im Oktober 1945 aus Mangel an Heizmaterial wieder eingestellt werden musste. Nunmehr wurde in Eile der „Kleine Saal“ des „Feenpalastes“ eingerichtet, dessen Bespielung als „Apollo-Künstlerfestspiele“ am 25. Dezember 1945 begann und der bis 1947 genutzt wurde. Zu den dort Auftretenden gehörten u. a. Georg Wörtge, Paul Beckers und Maria Paudler auf der kleinen Bühne.
Parallel wurde der große Saal umgebaut und eine größere Bühne und ein Orchestergraben eingebaut. Die Bühnentechnik ließ Fritz Randow bis Mitte 1946 illegal aus den Trümmern des Central-Theaters in der Waisenhausstraße holen, z. T. wurde diese mit Leiterwagen und Schubkarren aus der Innenstadt nach Leuben transportiert. Er ging damit hohe Risiken ein, denn das Material war nicht sein Eigentum. Er konnte sich aber u. a. der Unterstützung von Bürgermeister Walter Weidauer sicher sein, da er mittlerweile der KPD beigetreten war. So entging er auch einer polizeilichen Verfolgung.
Am 30. Oktober 1946 wurde zwar Richtfest gefeiert, parallel gab es aber Absichten in der Staatsmacht, Fritz Randow als Privatunternehmer zu entfernen und dieses Theater im Rahmen der Deutschen Volksbühne Dresden (DVB) zu verstaatlichen, was im Juli 1947 gegen Randows Willen der Stadtführung auch gelang. Nurmehr als „beratend“ durfte er forthin tätig werden, konnte aber seine Wohnung im Vorderhaus behalten.
Am 18. August 1947 wurde im neuen „Apollo-Theater“, dem ersten fertiggestellten Theaterumbau in Sachsen, die Weihestunde zur Eröffnung gefeiert, bei der er noch die Begrüßung vornehmen durfte. Im September sicherte er mit einem Gastspiel im Zirkus Aeros den Bestand des zu früh engagierten Operettenensembles ab. Hier trat seine Frau das letzte Mal auf der Bühne auf. Im „Apollo-Theater“ wurde schließlich am 2. Oktober 1947 Franz Lehárs Die lustige Witwe als erste Operette gegeben.

### Ausklang
Gebrochen und herzkrank starb Fritz Randow am 28. Februar 1953. Eine Würdigung seiner Leistungen für den Wiederaufbau des Dresdner Theaterlebens nach 1945 und insbesondere das des heiteren musikalischen Volkstheaters ist bisher nicht erfolgt (Stand: Mai 2018).

## Sonstiges
Eine verwandtschaftliche Beziehung zum Entertainer Fritz Randow und dessen gleichnamigen Sohn Fritz Randow ist nicht bekannt.